# الکس سولا
الکس سولا (انگلیسی: Álex Sola؛ زادهٔ ۹ ژوئن ۱۹۹۹) بازیکن فوتبال اهل اسپانیا است.
از باشگاه‌هایی که در آن بازی کرده‌است می‌توان به باشگاه فوتبال نومانسیا و باشگاه فوتبال رئال سوسیداد اشاره کرد.